# Luigi Pigorini

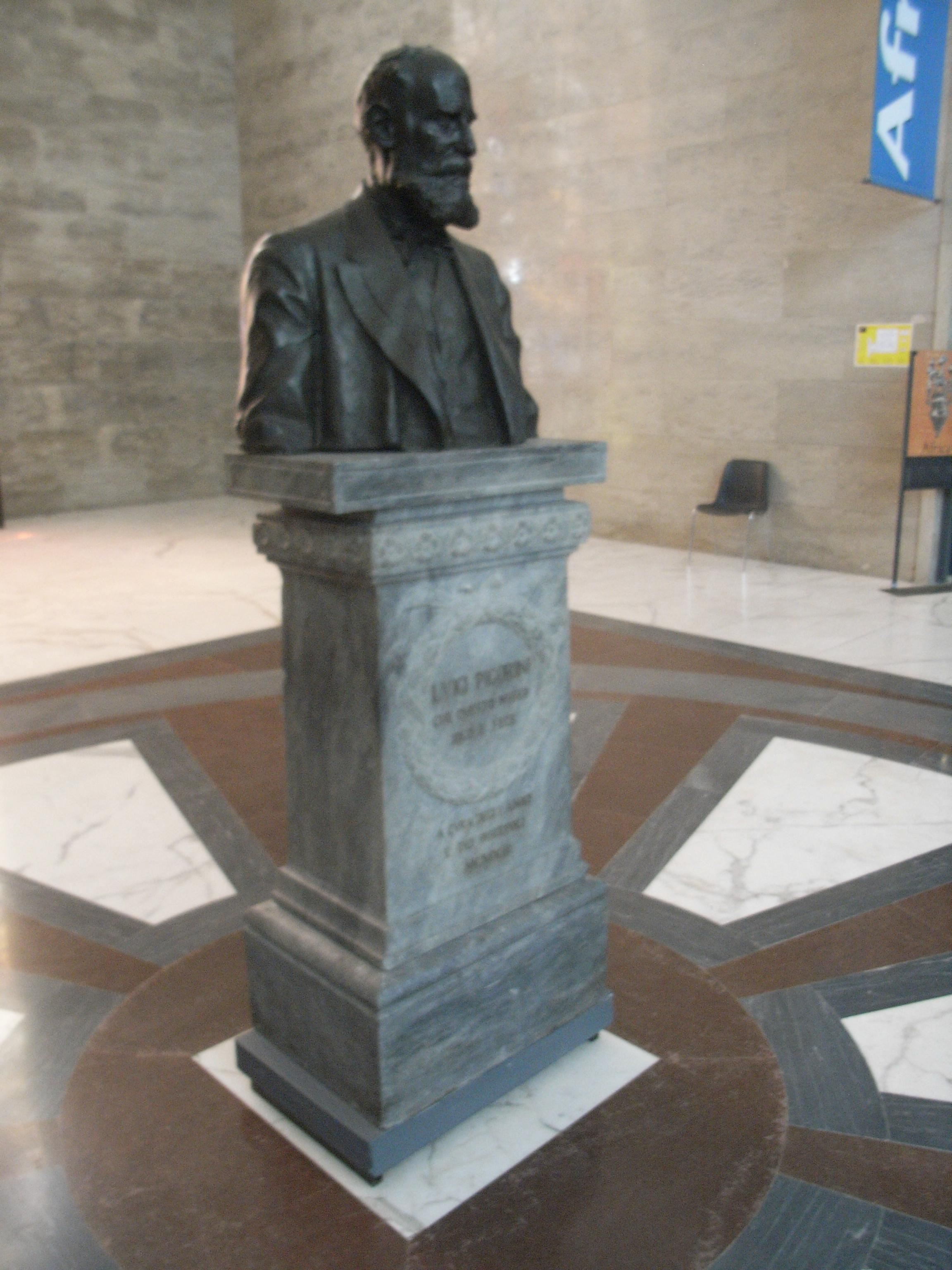
Luigi Pigorini.

Luigi Pigorini, född 10 januari 1842 i Fontanellato, död 1 april 1925 i Padua, var en italiensk arkeolog.
Pigorini var professor i paleontologi vid universitetet i Rom och senator. Han grundlade och var direktör för det förhistoriska och etnografiska museet i denna stad, inrymt i det forna jesuitpalatset (Collegio romano). 
Pigorini inlade stora förtjänster om undersökningen av de norditalienska "terramarorna" och andra minnen från forntiden samt gav i flera skrifter värdefulla bidrag till kännedomen om Italiens förhistoriska tid. Han utgav från 1875 den viktiga tidskriften "Bullettino di paletnologia italiana". Han blev ledamot av Vitterhets-, historie- och antikvitetsakademien 1891 och av svenska Vetenskapsakademien 1914.